# Metriogryllacris eugenii
Metriogryllacris eugenii är en insektsart som först beskrevs av Griffini 1915.  Metriogryllacris eugenii ingår i släktet Metriogryllacris och familjen Gryllacrididae. Inga underarter finns listade i Catalogue of Life.